# Freedom (Indiana)
Freedom es una comunidad no incorporada estadounidense ubicada al oeste de Franklin Township en el condado de Owen perteneciente al estado de Indiana. Se encuentra a lo largo de la ruta estadounidense 231, al suroeste de la ciudad de Spencer en la sede del condado de Owen. Su elevación es 538 pies (164 m) y se encuentra a 39 ° 12′25 ″ N 86 ° 52′9 ″ W (39.2069886, -86.8691740). Aunque Freedom no está incorporada, tiene una oficina de correos con el código postal de 47431.

## Historia
Freedom se estableció en 1834, momento en el que fue un importante punto de envío de botes. El nombre de la comunidad se deriva de Joseph Freeland, uno de los primeros colonos.
La oficina de correos ha estado en funcionamiento en Freedom desde 1834.

### Personas destacadas
- James Pierce - Freedom es el lugar de nacimiento de uno de los actores originales de Tarzán. La película Tarzán y el León de Oro fue protagonizada por James Pierce, un nativo de Freedom y una estrella del fútbol americano en la Universidad de Indiana. Aunque su papel en esta película previamente perdida resultaría ser el más grande en pantalla, Pierce pasó a desempeñar un papel permanente en la historia de Tarzán fuera de cámara.[8]
- Sammy L. Davis - Sargento de Primera Clase del Ejército de los Estados Unidos, ganador de la Medalla de Honor de la Guerra de Vietnam.[9]  A principios de 2014, el estado de Indiana honró la gran valentía y heroísmo de Davis al erigir dos conjuntos de letreros conmemorativos en las carreteras en las entradas de la ruta estatal 46 y la ruta estadounidense 231 en el condado de Owen.[10][11]